# Александра Балмазовић
Александра Балмазовић (Цеље, 3. јун 1976) словеначка је позоришна, телевизијска и филмска глумица. Најпознатије улоге играла је у филмовима Сиви камион црвене боје, Задња вечерја, Резервни делови. Први улогу остварила је у филму Задња вечерја из 2001. године. Завршила је Академију уметности у Београду, у класи Ивана Бекјарева. Живи на релацији Београд-Љубљана, а поред глуме бави се и филмском продукцијом.
Српској јавности најпознатија је по улози Сузане у филму Сиви камион црвене боје, за који је добила Награду Царица Теодора на Фестивалу глумачких остварења Филмских сусрета у Нишу 2005. године и награду филмских критичара YU Fipresci, за најбољу женску улогу, 2005. године. Исте године добила је и награду Награда Звезда у успону на Берлинском међународном филмском фестивалу. Поред матерњег словеначког, Александра течно говори српски, енглески, немачки и италијански језик.

## Биографија
Рођена је у Цељу, од оца Србина и мајке Хрватице. Тамо је одрасла током касних седамдесетих и почетком осамдесетих година. Због несловеначког презимена имала је, заједно са родитељима, фрустрирајуће опаске током похађања гимназије (Рат у Југославији). Српски језик научила је у Београду, где је живео отац. Након више неуспешних покушаја да упише љубљански АГРФТ (Akademija za gledališče, radio, film in televizijo), као и загребачки АДУ (Akademija dramske umjetnosti u Zagrebu), уписала је Академију уметности у Београду. Дипломирала је 1999., године под менторством Ивана Бекјарева. Као слободан уметник живи у Љубљани.

## Филмографија
| Год.       | Назив                                                         | Улога                       |
| ---------- | ------------------------------------------------------------- | --------------------------- |
| 2000-е     |                                                               |                             |
| 2001.      | Задња вечерја                                                 | Магдалена                   |
| 2001.      | Породично благо                                               | студенткиња                 |
| 2002.      | Амир                                                          | Слађана                     |
| 2003.      | Резервни делови                                               | Анђела                      |
| 2004.      | Сиви камион црвене боје                                       | Сузана                      |
| 2004.      | Цо/Ma                                                         | Суси                        |
| 2005.      | 46 минута                                                     | Ема                         |
| 2009.      | Wohin mit Vater?                                              | Јулија                      |
| 2010-е     |                                                               |                             |
| 2010.      | Писма из Египта                                               | Ирена                       |
| 2010.      | Racheengel - Ein eiskalter Plan                               | Матилда                     |
| 2010.      | Кревет за све                                                 | руска дама                  |
| 2011.      | Adel Dich                                                     | Ирина                       |
| 2011.      | Дух бабе Илонке                                               | Аска                        |
| 2011.      | Стање шока                                                    | Јана Змазек                 |
| 2015.      | Ена злахтна шторија                                           | проф. Др. Татјана Селимовић |
| 2015.      | Јулија и Алфа Ромео                                           | Ирина                       |
| 2015.      | Лазар                                                         | Дивна                       |
| 2016.      | Чежња                                                         |                             |
| 2016.      | Ita Rina, a Film Star Who Declined an Invitation to Hollywood | наратор                     |
| 2016.      | Hrepenenje                                                    | Вита                        |
| 2017.      | Нико                                                          | жена                        |
| 2018.      | Корени                                                        | Живана                      |
| 2019.      | Vsi proti vsem                                                | Петра                       |
| 2019−2020. | Јунаци нашег доба                                             | Музићева секретарица        |
| 2020-е     |                                                               |                             |
| 2020.      | Srečno samski                                                 | Вида                        |
| 2021.      | Случај породице Бошковић                                      | Антонија                    |
| 2021.      | Бележница професора Мишковића                                 |                             |
| 2022.      | Усековање                                                     |                             |
| 2023.      | Буди Бог с нама                                               |                             |